# Amtsgericht Schlochau
Das Amtsgericht Schlochau war ein preußisches Amtsgericht mit Sitz in Schlochau.

## Geschichte
In Schlochau bestand von 1849 bis 1879 das Kreisgericht Schlochau. Das königlich preußische Amtsgericht Schlochau wurde mit Wirkung zum 1. Oktober  1879 als eines von neun Amtsgerichten im Bezirk des Landgerichtes Conitz im Bezirk des Oberlandesgerichtes Marienwerder gebildet. Der Sitz des Gerichtes war Schlochau. Sein Gerichtsbezirk umfasste den Kreis Schlochau ohne die Teile, die den Amtsgerichten Baldenburg, Preußisch Friedland und Hammerstein zugeordnet waren. Am Gericht bestanden 1880 vier Richterstellen. Das Amtsgericht war damit ein großes Amtsgericht im Landgerichtsbezirk. Gerichtstage wurden in Bölzig und Liepnitz gehalten. Der Amtsgerichtsbezirk kam aufgrund des Versailler Vertrages 1919 zu Polen, und das Amtsgericht stellte seine Arbeit ein. Im Jahre 1939 wurde Polen deutsch besetzt. Im Rahmen der Neuorganisation der Gerichte in Ostdeutschland und im ehemaligen Polen wurden das Amtsgericht Schlochau neu gebildet, nun aber dem Landgericht Schneidemühl zugeordnet.
Im Jahre 1945 wurde der Amtsgerichtsbezirk unter polnische Verwaltung gestellt, und die deutschen Einwohner wurden vertrieben. Damit endete auch die Geschichte des Amtsgerichtes Schlochau. Unter polnischer Verwaltung entstand das Sąd Rejonowy w Człuchowie (1950–1975: Sąd Powiatowy w Człuchowie).